# Bermudes aux Jeux olympiques d'été de 1976
Les Bermudes participent aux Jeux olympiques d'été de 1976 à Montréal.
Le boxeur Clarence Hill décroche une médaille de bronze dans la catégorie Poids lourds. Il demeure le seul sportif médaillé bermudien jusqu'aux Jeux de 2020 tenus en 2021 à Tokyo et où la triathlète Flora Duffy décroche la médaille d'or.

## Athlètes engagés

### Athlétisme
Marathon hommes
- Raymond Swan — 2 h 39 min 18 (→ 58e)

Saut en hauteur hommes
- Clark Godwin
2,05 m (→ recalé)

relais 4×100m masculin
- Michael Sharpe, Dennis Trott, Calvin Dill, and Gregory Simons
qualification — 39 s 90
demi-finale — 39 s 78 (→ recalé)

### Boxe
Hommes
- -91 kg
  - Clarence Hill, médaille de bronze

## Liste des médaillés
| Sport                 | Discipline  | Sportifs      | Performance |
| Médailles d'or :      |             |               |             |
| Médailles d'argent :  |             |               |             |
| Médailles de bronze : |             |               |             |
| Boxe                  | Poids lourd | Clarence Hill |             |